# Ademar Aparecido Xavier Júnior
Ademar Aparecido Xavier Júnior, meglio noto come Ademar (Arapongas, 8 gennaio 1985), è un ex calciatore brasiliano, di ruolo centrocampista.

## Carriera
Ha giocato 5 partite nella massima serie portoghese.

## Palmarès

### Club
- Coppa di Moldavia: 2

Milsami Orhei: 2011-2012
Zimbru Chișinău: 2013-2014
- Supercoppa di Moldavia: 1

Milsami Orhei: 2012